# 드 영

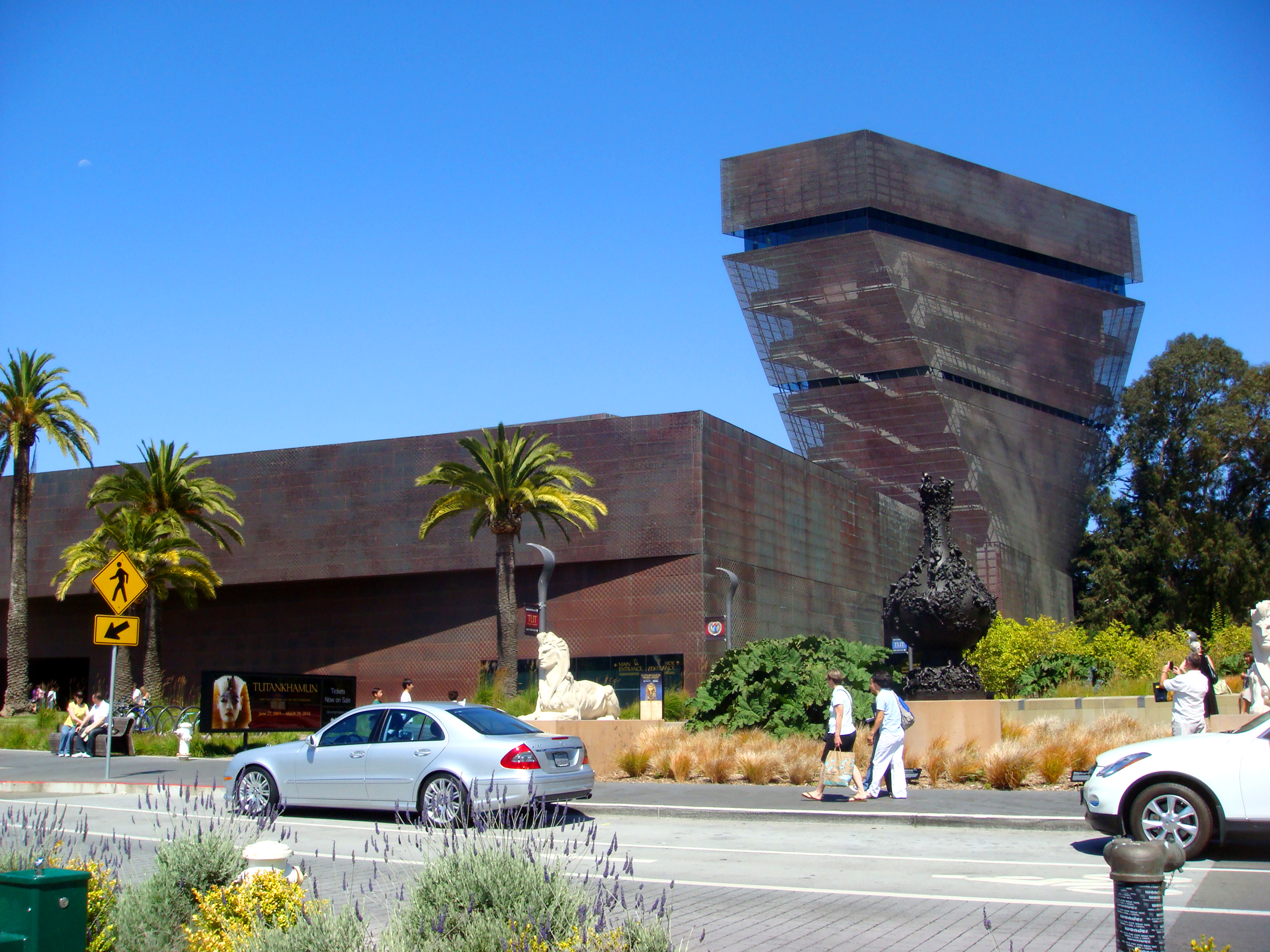
드 영

드 영(de Young)은 미국 캘리포니아주 샌프란시스코 골든 게이트 공원에 위치한 미술관이다.

## 같이 보기
- 가장 큰 미술관 목록